# Instituto de Música Curtis

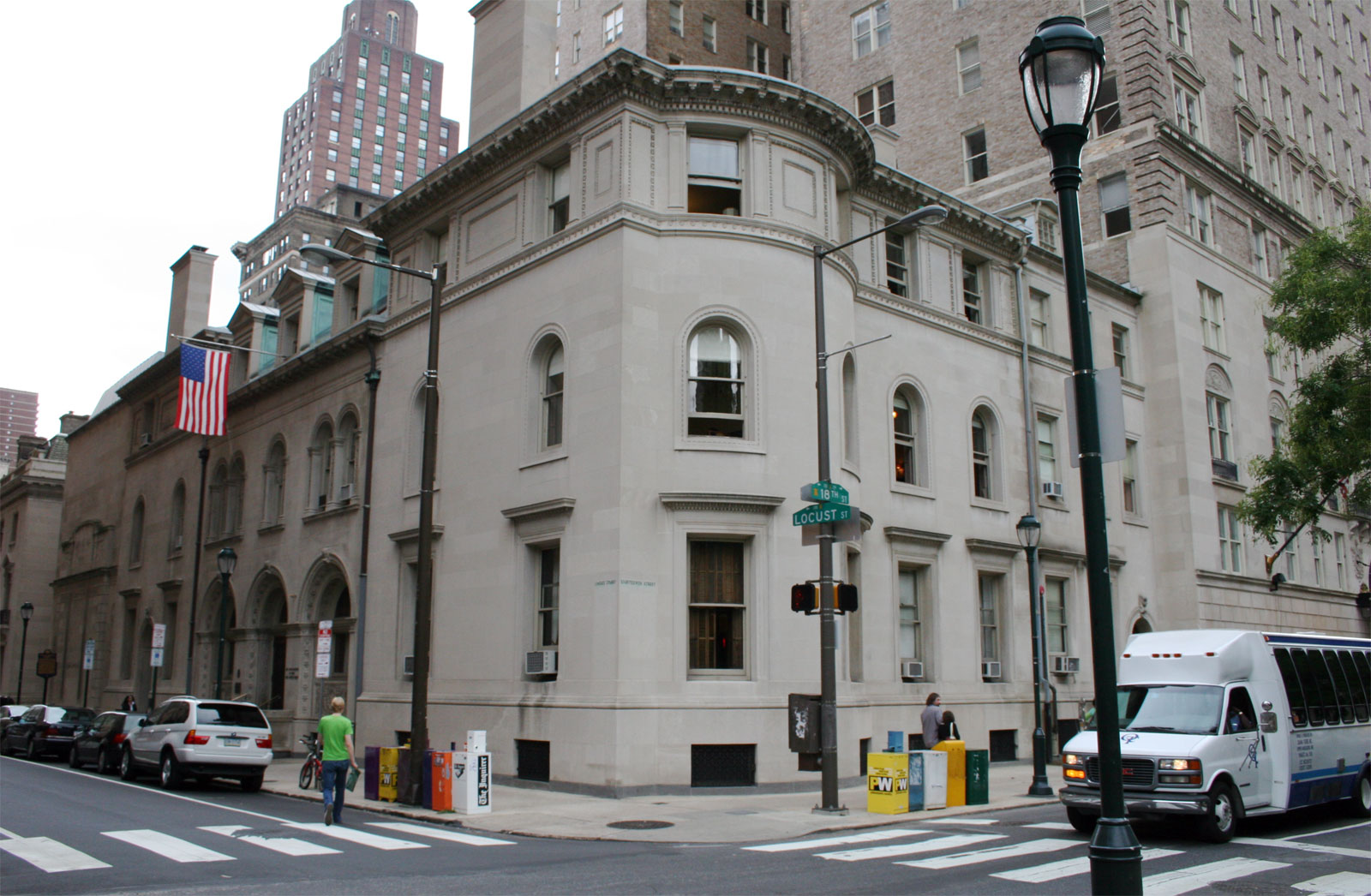
CIM Building.

El Curtis Institute of Music (Instituto de Música Curtis) es un conservatorio en Filadelfia que ofrece importantes cursos de estudio para obtener Diploma, Bachiller en Música, Maestría de Música en Ópera, y Certificados de Estudios Profesionales en Ópera. A menudo es considerado el mejor conservatorio de Estados Unidos y una de las mejores instituciones musicales del mundo.
Fue establecida originalmente en 1924 por Mary Louise Curtis Bok, como una cierta extensión de preparación para llenar las exigencias de la Orquesta de Filadelfia, muy parecido a la Vienna Hochschule fur Musik y la Orquesta Filarmónica de Viena o al Conservatorio de Nueva Inglaterra y la Orquesta Sinfónica de Boston, si bien pianistas, cantantes, organistas y compositores también podían recibir cursos ahí también. 
Todos los alumnos reciben una escolaridad completa, pero la admisión es extremadamente competitiva, de modo que Curtis tiene la menor tasa de aceptación de cualquier Colegio o Universidad del mundo, después de la Escuela Juilliard y seguido por la Universidad de Yale y la Universidad de Harvard. Entre cantantes, pianistas, organistas, directores y compositores, solo se admiten suficientes estudiantes para completar una orquesta simple. Por lo tanto, se enrolan alrededor de 1600 a 2000 estudiantes.

## Directores
- Józef Hofmann (1926-1938), compositor y pianista polaco-estadounidense.
- Randall Thompson (1938-1940), compositor estadounidense.
- Efrem Zimbalist (1941-1968), violinista, compositor y director de orquesta ruso.
- Rudolf Serkin (1968-1976), pianista austríaco.
- John de Lancie (1977-1985), oboísta estadounidense.
- Gary Graffman (1986-2006), pianista estadounidense.
- Roberto Díaz (2010-), violista chileno.

## Alumnos distinguidos
Muchos de sus alumnos han proseguido carreras sobresalientes. Entre ellos están:
- Teddy Abrams, director de la Louisville Orchestra
- James Adler, compositor
- Adrian Anantawan, violinista
- Shmuel Ashkenasi, primer violín del Cuarteto Vermeer
- Samuel Barber, compositor
- Leonard Bernstein, compositor y director
- Jonathan Biss, pianista
- Jorge Bolet, pianista, profesor en Curtis
- David Brooks, actor, director y productor de Broadway
- Yefim Bronfman, piano
- Anshel Brusilow, violinista, director
- Jenny Q. Chai, piano
- Ray Chen, violinista
- Cheng Wai, pianista
- Shura Cherkassky, pianista
- Nicolas Chumachenco, violinista
- Katherine Ciesinski, mezzo-soprano
- John Dalley, violinista, Oberlin String Quartet 1957–1959, uno de los miembros fundadores del Cuarteto Guarneri 1964–2009; profesor en Curtis
- Wu Di, pianista
- Joseph de Pasquale, viola, profesor en Curtis 1964-2015
- Stanley Drucker, principal clarinetista de la New York Philharmonic
- Julius Eastman, pianista, director, cantante y compositor
- Christopher Falzone, pianista
- Juan Diego Flórez, tenor
- Lukas Foss, compositor, director y pianista
- Frank Guarrera, barítono
- Alan Gilbert, director, director de la New York Philharmonic
- Max Goberman, director
- Richard Goode, pianista
- Hilary Hahn, violinista
- Lynn Harrell, violonchelo
- Margaret Harshaw, cantante de ópera
- David Hayes, Director de The Philadelphia Singers y Director de Estudios del Mannes College The New School for Music
- Daniel Heifetz, violinista; fundador del Heifetz International Music Institute
- David Horne, compositor y pianista
- Claire Huangci, pianista
- Eugene Istomin, pianista
- David N. Johnson, compositor, organista y profesor
- Paavo Järvi, director
- Leila Josefowicz, violinista
- Judy Kang, violinista
- Lang Lang, pianista
- Jaime Laredo, violinista y director
- Ruth Laredo, pianista
- Theodore Lettvin, pianista
- Brenda Lewis, soprano
- Ang Li, pianista
- Cecile Licad, pianista
- Amanda Majeski, soprano Chicago Lyric Opera, Frankfurt Opera, Semperoper
- Virginia MacWatters, soprano
- Robert "Bobby" Martin, pianista, saxo, vocalista, compositor participó en los 80s en la banda de Frank Zappa
- Gian Carlo Menotti, compositor, libretista y director de escena, profesor en Curtis
- Anna Moffo, soprano
- Christina Naughton, pianista
- Michelle Naughton, pianista
- Erik Nielsen, director Frankfurt Opera, Metropolitan Opera, Rome Opera, Semperoper
- Lambert Orkis, pianista, Temple University
- Eric Owens, bajo-barítono
- Joanne Pearce Martin, piano
- Janet Perry, soprano
- Vincent Persichetti, compositor
- Gianna Rolandi, soprano
- Ned Rorem, compositor, pianista y escritor
- Leonard Rose, violonchelo y profesor en Curtis y la Juilliard School
- Nino Rota, compositor
- Nadja Salerno-Sonnenberg, violinista
- Andre-Michel Schub, pianista
- Kathryn Selby, pianista
- Peter Serkin, pianista
- Rinat Shaham, mezzo-soprano
- Muriel Smith, mezzo-soprano
- Robert Spano, director de la Atlanta Symphony Orchestra
- Leslie Spotz, pianista
- Susan Starr, pianista
- Arnold Steinhardt, violinista
- Michael Tree (nacido Applebaum), viola, violinista, miembro fundador del Cuarteto Guarnieri
- Benita Valente, soprano
- Yuja Wang, pianista